# IC 5109
IC 5109 — галактика типу E (еліптична галактика) у сузір'ї Індіанець.
Цей об'єкт міститься в оригінальній редакції індексного каталогу.